# Erling Persson
Carl Erling Persson (ur. 21 stycznia 1917 w Borlänge, zm. 28 października 2002 w Sztokholmie) – założyciel firmy odzieżowej H&M (Hennes & Mauritz).